# Malcolm Page
Malcolm George Page, AOM (* 22. März 1972 in Sydney) ist ein ehemaliger australischer Segler.

## Erfolge
Malcolm Page nahm an drei Olympischen Spielen mit der 470er Jolle teil. 2004 belegte er mit Nathan Wilmot in Athen den zwölften Platz. Wesentlich erfolgreich verliefen für beide die Olympischen Spiele 2008 in Peking: sie gingen als Erstplatzierte in das abschließende medal race, dass sie ebenfalls auf dem ersten Rang beendeten. Damit wurden sie Olympiasieger vor dem britischen und dem französischen Boot. Bei den Olympischen Spielen 2012 ging er mit Mathew Belcher an den Start, mit dem er die Regatta vor dem britischen und dem argentinischen Boot auf dem ersten Platz abschloss, womit Page erneut die Goldmedaille gewann. Von den ersten zehn Rennen hatten sie fünf gewonnen und erreichten im medal race den zweiten Rang. 
Bei Weltmeisterschaften gewann er insgesamt neun Medaillen in der 470er Jolle, davon sechsmal die Goldmedaille. 2004 in Zadar, 2005 in San Francisco und 2007 in Cascais wurde er mit Nathan Wilmot Weltmeister, sowie von 2010 bis 2012 mit Mathew Belcher. Darüber hinaus gewann er mit Wilmot zweimal die Silber- und einmal die Bronzemedaille. Nach den Olympischen Spielen 2012 beendete er seine Karriere.
Für seinen Olympiaerfolg 2008 in Peking erhielt er 2009 die Australia Order Medal.